# Raphael Bienvenu Sabatier
Raphael Bienvenu Sabatier (Parigi, 11 ottobre 1732 – 19 luglio 1811) è stato un chirurgo francese.
Fu primario all'Hôtel des Invalides e docente di chirurgia dimostrativa, oltre che medico personale di Napoleone Bonaparte. Fu autore di Traité complet d'anatomie (1775) e De la médécine opératoire (1796).